# 北仲橋
北仲橋（きたなかばし）は、神奈川県横浜市中区に位置し、大岡川の河口部に架かる橋梁である。栄本町線（みなとみらい大通り）の一部となっており、車道の他に歩道および自転車レーンも整備されている。
本項では、当橋梁の場所にかつて架かっていた大岡橋梁についても解説する（後節参照）。

## 概要
広域幹線道路（都市計画道路）である栄本町線（みなとみらい大通り）の橋梁であり、大岡川河口部を超えて再開発エリアのみなとみらい地区（中央地区）と北仲通地区を結んでいる。1997年（平成9年）6月に橋の南側半分（往復2車線道路）が竣工となり、翌7月に暫定供用を開始している。その後、橋の北側が完成したことにより現在の往復6車線道路として全面供用が開始されたのは2002年（平成14年）4月のことである。
橋上の道路（栄本町線）では歩道が広くとられており、自転車走行レーンも確保されている。また、橋上からはみなとみらい地区の景色や産業遺産の汽車道を見渡すことができる。大岡川沿いの当橋梁と弁天橋の間にはボードウォーク（大岡川夢ロード/プロムナード、神奈川県横浜川崎治水事務所が管理）が整備されている。

### 護岸と台
なお当橋梁の架設以前には、ほぼ同じ場所に大岡橋梁（後節参照）が架かっていた。橋の北東側 〔MAP〕 には開港当時に灯台が設置された旧灯台寮護岸（横浜市で最も古い河川護岸）が残っており、横浜市認定歴史的建造物となっている（「北仲通地区#地区別の開発概要」も参照）。また、護岸付近には旧大岡橋梁台跡の石積み台も残る。

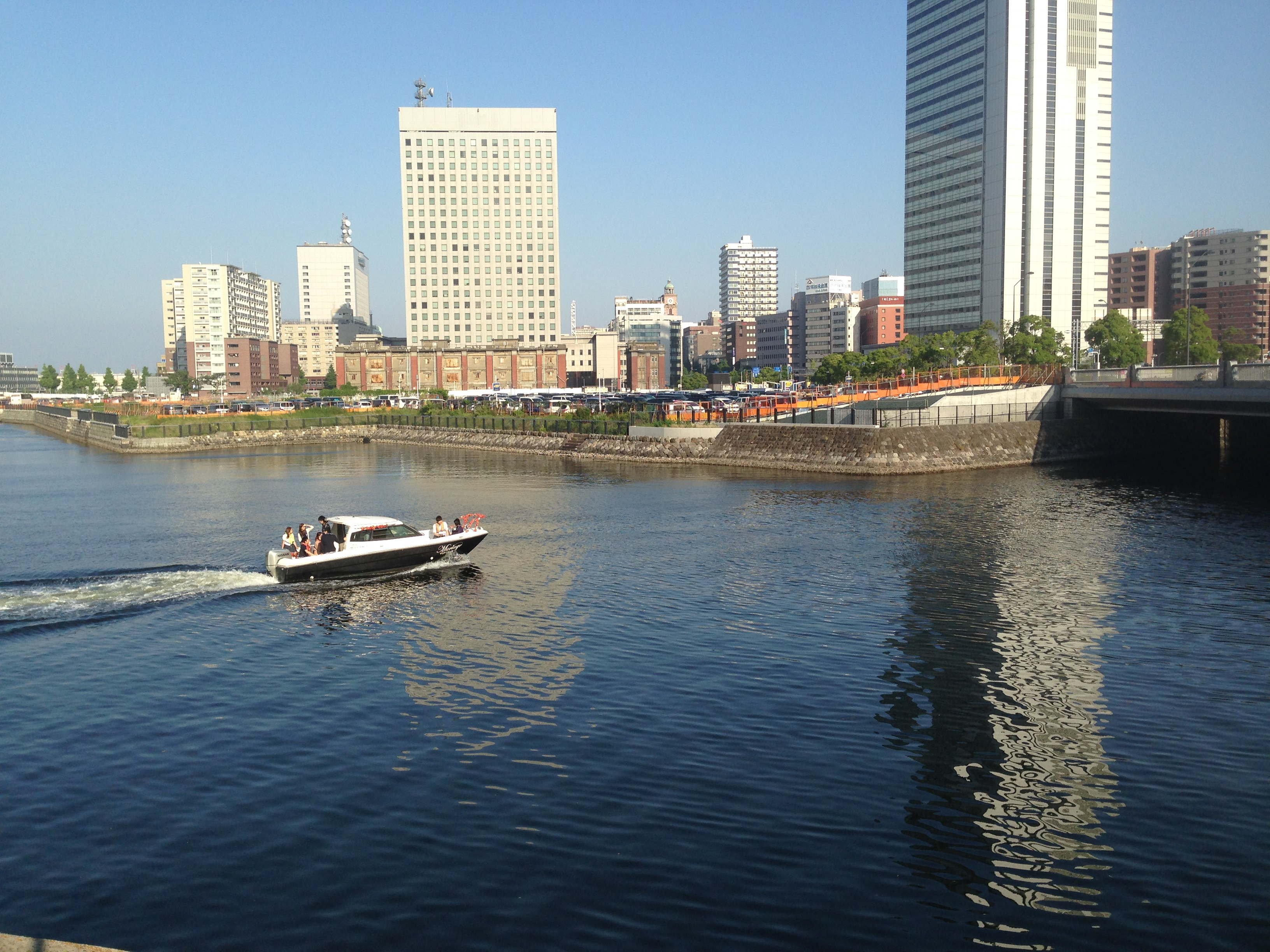
旧灯台寮護岸 （2014年6月撮影）

## 大岡橋梁
当橋梁の場所には、かつて大岡橋梁（おおおかきょうりょう）が架かっていた。北仲通地区に当時存在した横浜生糸検査所までの専用線（引き込み線）を通すために、北海道の夕張川橋梁と旧総武鉄道の江戸川橋梁（2連）を1928年（昭和3年）に移設し、3連のポニー形ワーレン・トラスとしたものである。1991年（平成3年）には「かながわの橋100選」に選定されている。
栄本町線および当橋梁の整備に伴い1994年（平成6年）に撤去となり、旧夕張川橋梁部分は汽車道の港三号橋梁として縮小移設され、旧江戸川橋梁部分は江戸川に人道橋として復元移設されている。

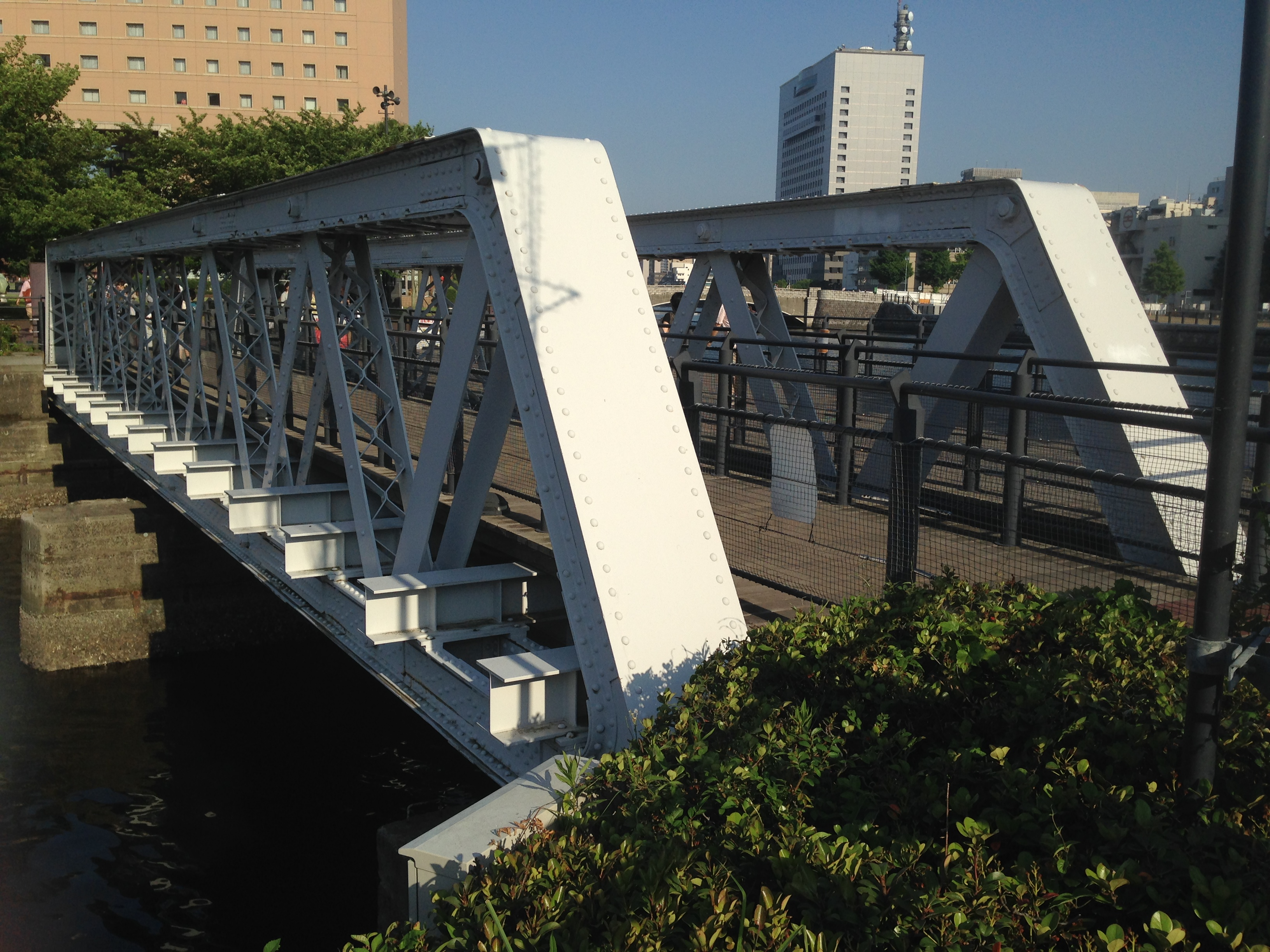
汽車道の港三号橋梁 （2014年6月撮影）

## アクセス
- 桜木町駅より徒歩約5分（橋北端までの所要時間）
- みなとみらい線「馬車道駅」（1・2番出口）より徒歩約3分（橋東端までの所要時間）

## ギャラリー

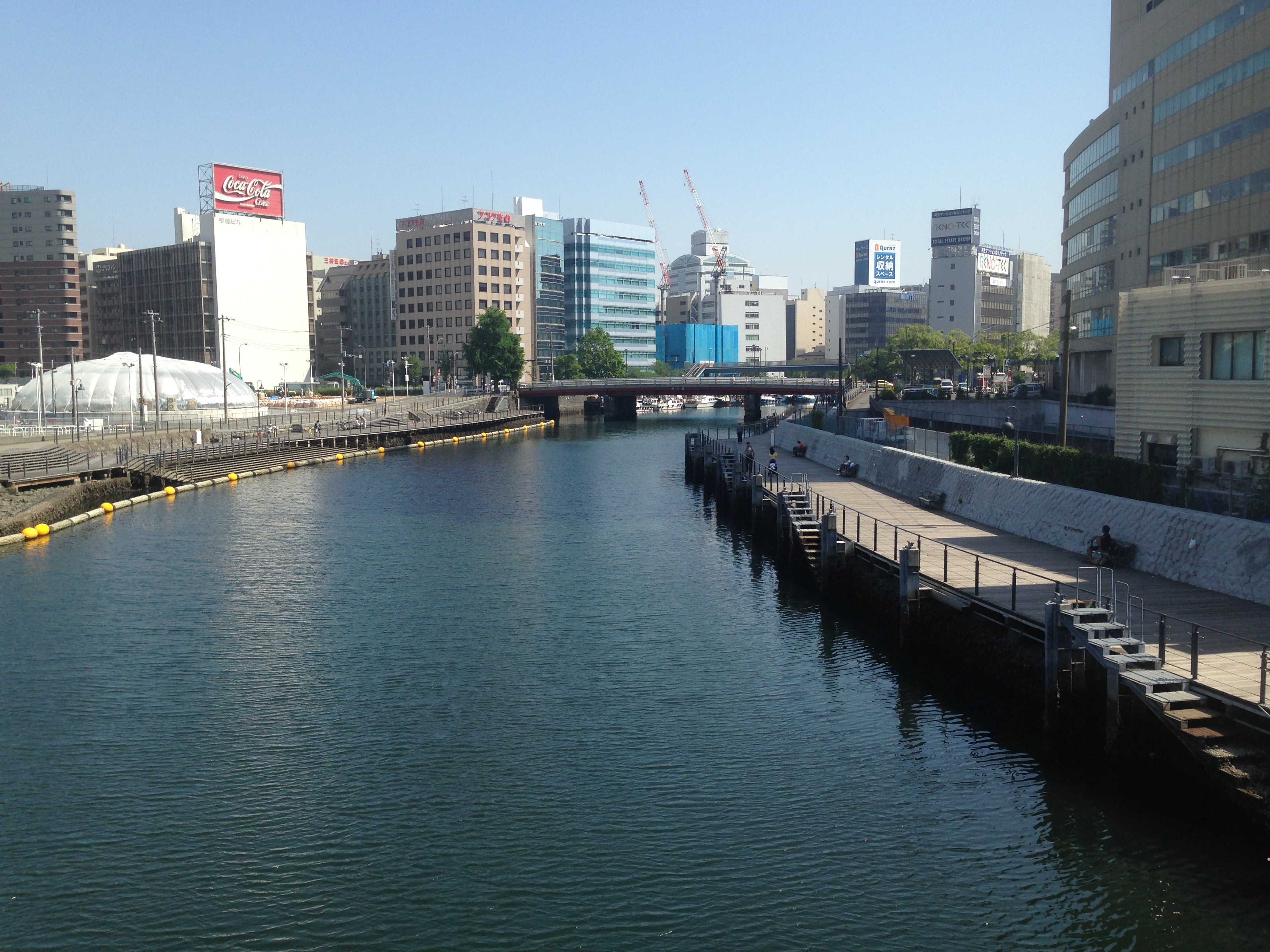
橋上より弁天橋方面を見る（北仲橋〜弁天橋間の河岸にはボードウォークが整備されている） （2014年6月撮影）
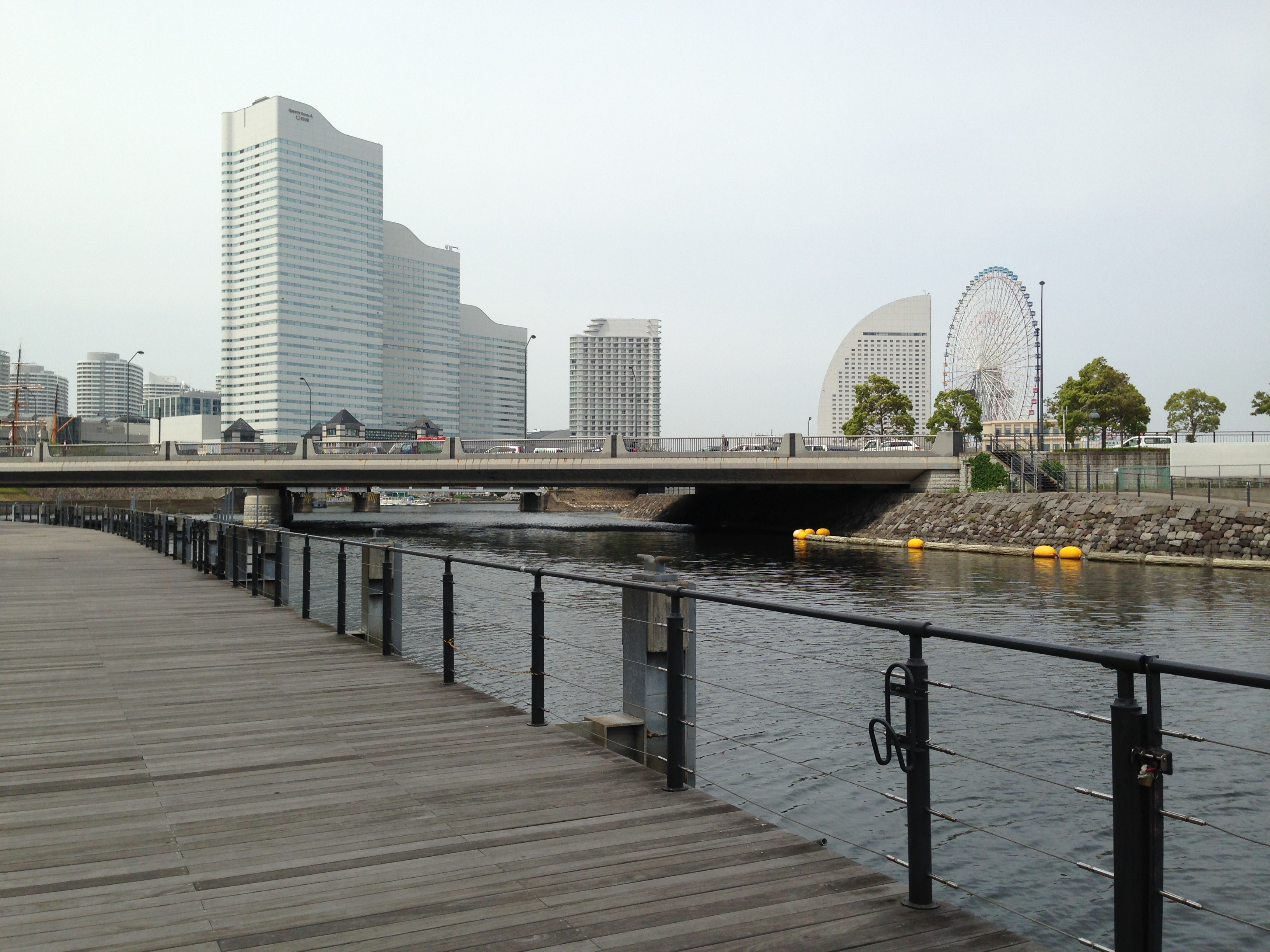
ボードウォークより北仲橋方面を見る（2014年5月撮影）
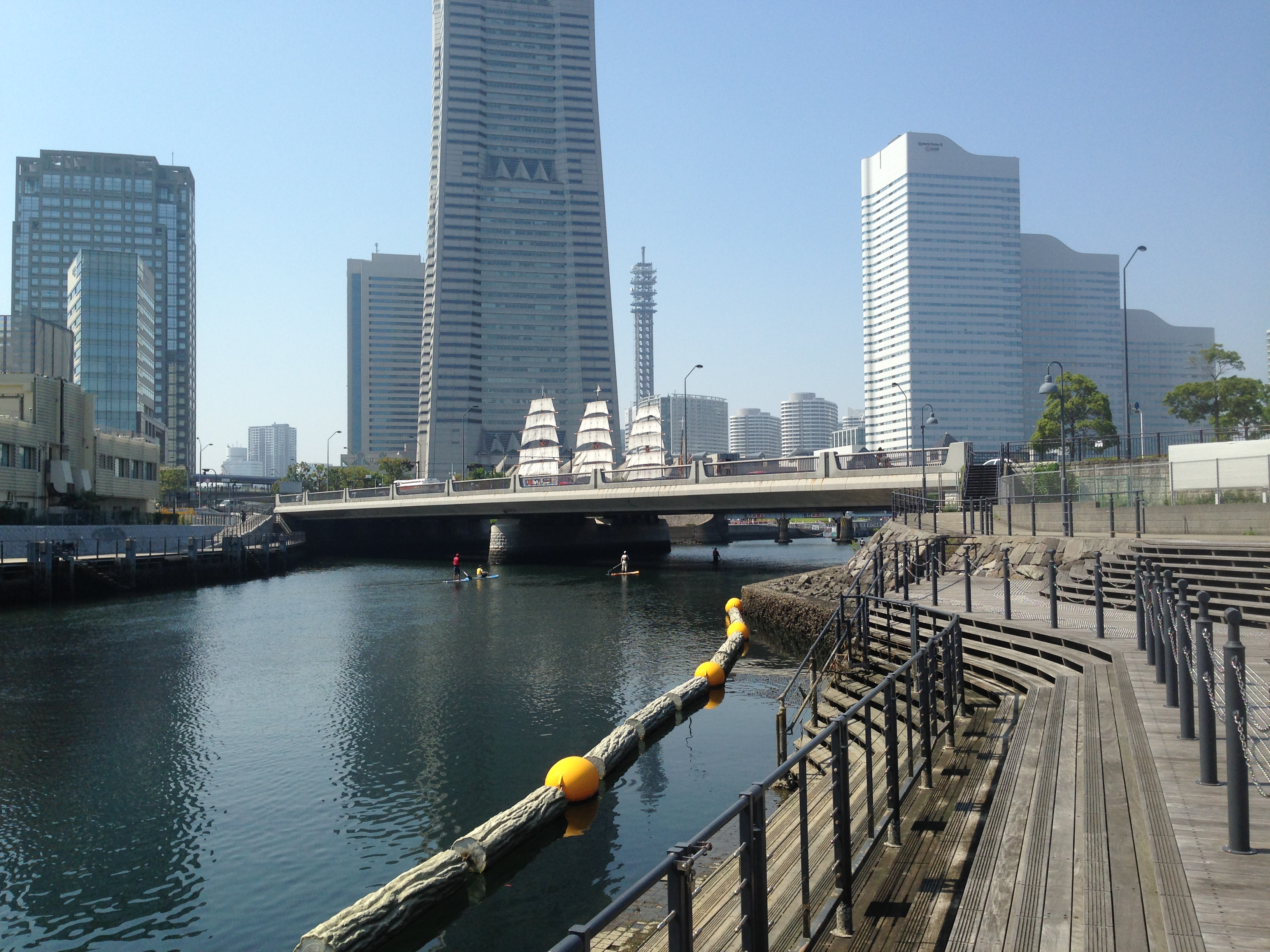
橋下をスタンドアップパドル・サーフィン (SUP) で移動する人々[3][10]（2014年6月撮影） 〈※画像はクリックで拡大可〉
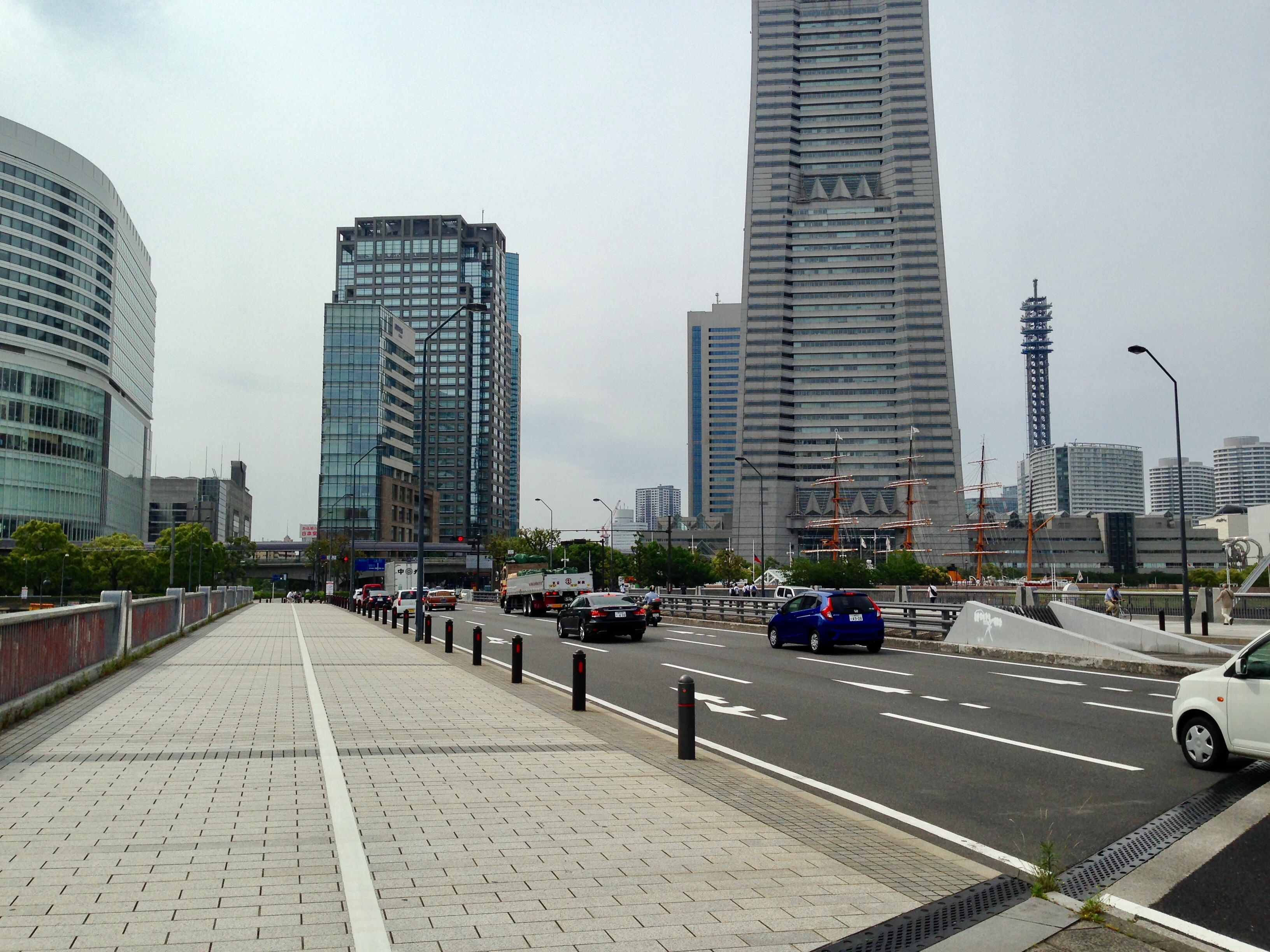
北仲橋上歩道（みなとみらい地区方面）（2014年5月撮影）
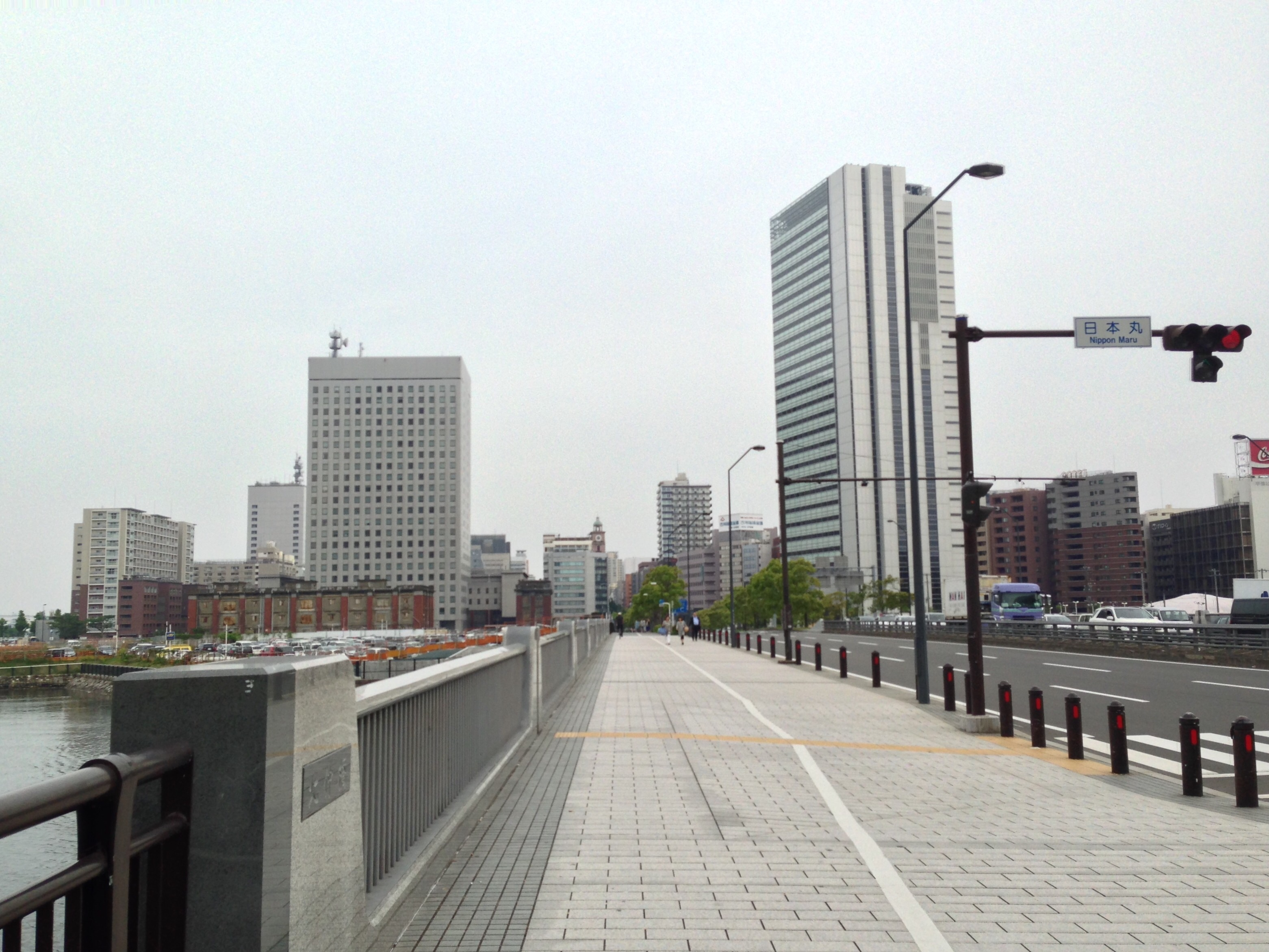
北仲橋上歩道（北仲通地区方面）（2014年5月撮影）
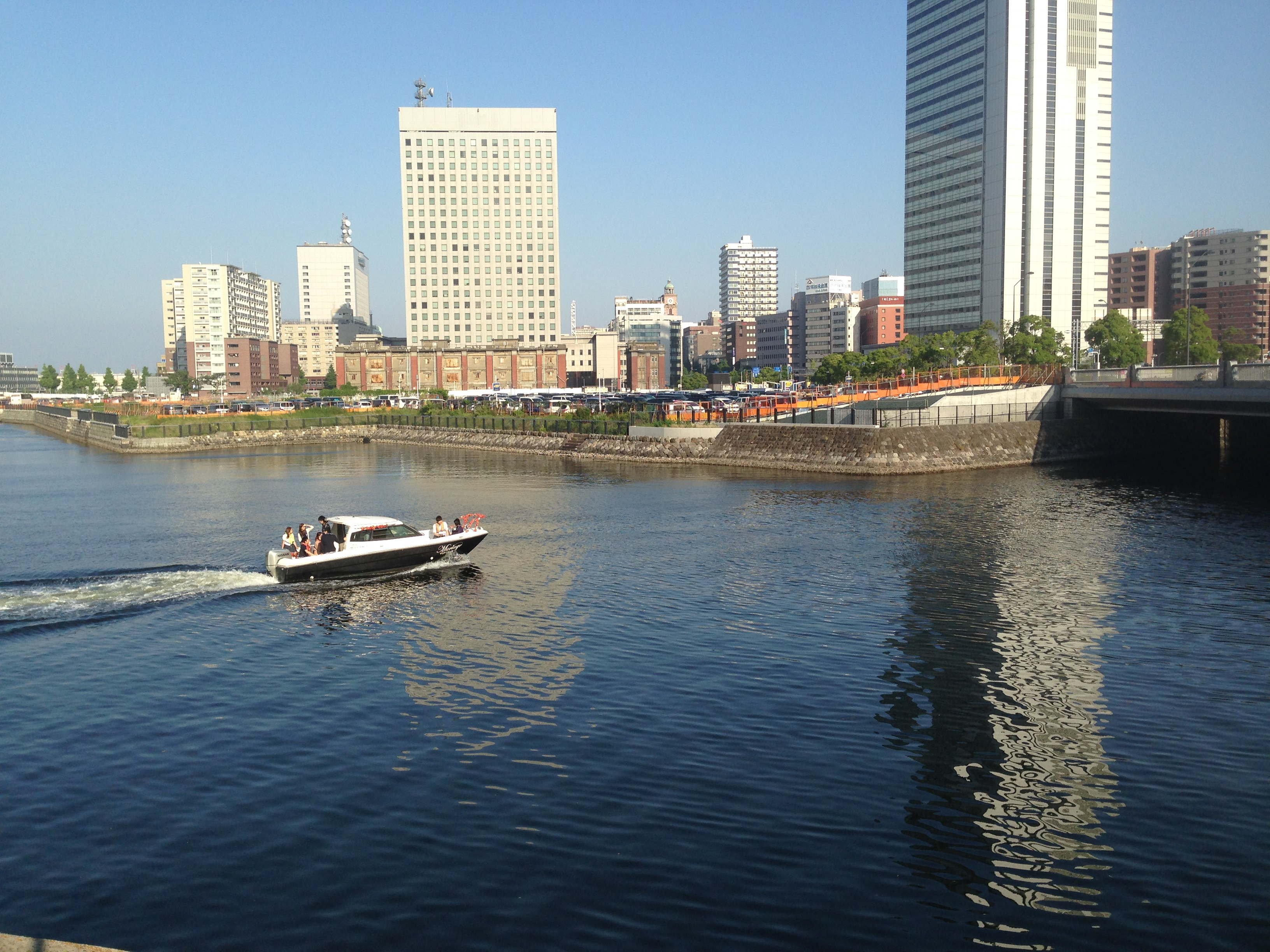
当橋梁北東側の旧灯台寮護岸（対岸の汽車道より撮影） （2014年6月撮影）